# Tetrastigma andamanicum
Tetrastigma andamanicum är en vinväxtart som först beskrevs av George King, och fick sitt nu gällande namn av Karl Suessenguth. Tetrastigma andamanicum ingår i släktet Tetrastigma och familjen vinväxter. Inga underarter finns listade i Catalogue of Life.